# Международный суд ската
Международный суд ската — высший орган разрешающий конфликты возникающие в карточной игре скат. Он следит за соблюдением Международных правил ската (Internationale Skatordnung, ISkO), регламентом судейства и правилами для судей в скате. Международный суд ската был основан 1 декабря 2001 года в результате слияния Немецкого суда ската (Deutsches Skatgericht), основанного в Альтенбурге в 1927 году, с Комиссией по правилам Международной ассоциации игроков в скат (ISPA). Суд начал свою работу 1 января 2002 года, и его штаб-квартира находится в отеле «am Roßplan» в центре Альтенбурга.
До 1978 года в немецком суде ската была коллегия из трех человек; с 1978 по 1990 год в нём было пять членов, а после воссоединения Германии в 1990 году — семь членов. С 1963 по 1990 год в Восточной Германии находился Альтенбургский суд ската. С 2002 года Международный суд ската состоит из девяти членов, семь из которых избираются Немецким конгрессом ската, а двое — Международной ассоциацией игроков в скат. 
Председателем суда с 2002 по 2014 год был Петер Лучак. Его преемником стал Ханс Браун, а с ноября 2022 года суд возглавляет Маттиас Бок.
В случае разногласий по поводу правил ската участники могут обратиться в суд ската, который после рассмотрения дела выносит обязательное решение.